# ニンファエウム条約 (1261年)
ニンファエウム条約 (イタリア語: Trattato di Ninfeo)は、1261年3月にニンファエウム（ニンファイオン、現トルコ・ケマルパシャ）で、ニカイア帝国とジェノヴァ共和国の間で結ばれた貿易・軍事協定。ニカイア帝国は後にビザンツ帝国を復興することになるが、この条約は以降のビザンツ帝国とジェノヴァの間の関係に重大な影響を及ぼし続けた。

## 背景
1204年、第4回十字軍がコンスタンティノープルを攻略してビザンツ帝国を滅ぼし、ラテン帝国を建設した。このとき、ビザンツ帝国の後継国として周辺に成立した国々の一つがニカイア帝国である。当初の激しい抗争を乗り切ったニカイア帝国は小アジアの西海岸に領土を確保し、北のラテン帝国、東のセルジューク朝と面することになった。1214年に一回目のニンファエウム条約をラテン帝国と結んだニカイア帝国は、その後ゆっくりとラテン帝国の領土を蚕食し、かつてのビザンツ帝国の要地を回復していった。すでに1230年代には、ラテン帝国の領土はほぼ首都コンスタンティノープルを残すのみとなっていた。しかしこれまでの歴史上の戦いと同様、コンスタンティノープルは極めて攻略の難しい都市であり続けていた。1250年代後半から1260年代前半にかけての時期にも、ラテン帝国の後ろ盾であるヴェネツィア共和国の船がボスポラス海峡周辺を支配し、ニカイア沿岸にもにらみを利かせていた。ニカイア帝国も海軍を大幅に増強し、エーゲ海諸島の一部を回復してコンスタンティノープルに脅威を与えられるまでになっていたが、それでもヴェネツィア海軍を正面から破ることはできなかった。例えばニカイア・ブルガリア連合軍がコンスタンティノープルを包囲した際（コンスタンティノープル包囲戦 (1235年)）ニカイア帝国は100隻もの船を並べてコンスタンティノープルを封鎖したが、わずか4分の1程度の数のヴェネツィア海軍に敗れている。1260年の包囲戦でもニカイア帝国はコンスタンティノープル攻略に失敗し、皇帝ミカエル8世パレオロゴスは、何らかの方法で海軍力を確保しなければいけないと考えていた。

## 条約

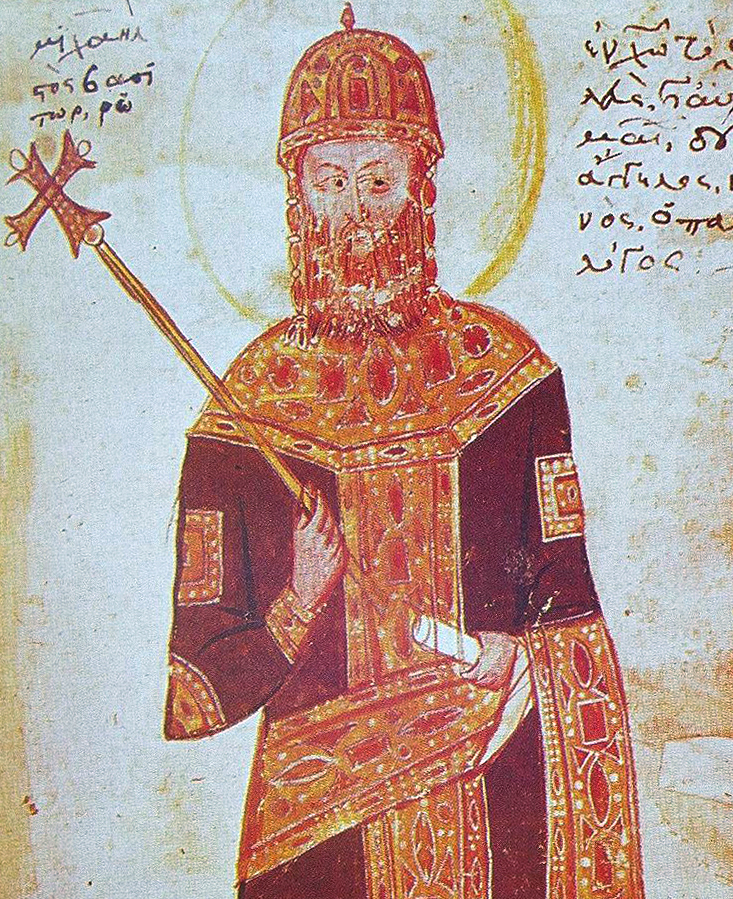
ミカエル8世パレオロゴス (在位: 1259年–1282年)

ミカエル8世パレオロゴスが目を付けたのは、ヴェネツィアとライバル関係にある海洋国家ジェノヴァ共和国だった。すでにジェノヴァはエルサレム王国のアッコをめぐってヴェネツィアと戦争状態にあった（サン・サバ戦争）。1261年3月13日、ニカイア帝国とジェノヴァの間で通商・軍事条約が結ばれた。ジェノヴァは直ちに16隻の軍船をニカイア帝国に貸し出し、今後コンスタンティノープルを攻撃する際には50隻までの軍船を参加させることになった。またニカイア帝国がジェノヴァ領で馬や武器を調達することや、ジェノヴァ領民がニカイア軍に入ることも認められた。その代わり、ジェノヴァは金とビザンツ帝国復活前の利権、すなわち金角湾北岸のペラのジェノヴァ人通商地区などを得ることになった。その内容は、かつてヴェネツィアがビザンツ帝国から数多くの利権を獲得したビザンツ・ヴェネツィア条約 (1082年)に似通っていた。

## その後
ミカエル8世は、ジェノヴァの支援を受けて再度コンスタンティノープルを攻撃する計画を持っていた。ところが1261年7月25日、ニカイア帝国の将軍アレクシオス・ストラテゴポウロスが思いがけなくコンスタンティノープルの再占領に成功した。これにジェノヴァは一切関与していなかった。こうしてビザンツ帝国を復活させたミカエル8世にとって、ニンファエウム条約とジェノヴァの支援は無用なものとなり、彼は独自の強力なビザンツ海軍建設を試みた。しかしヴェネツィアやカトリック諸国がビザンツ帝国を脅かし続けたため、ニンファエウム条約は若干の修正を加えながら維持され続けた。ジェノヴァにとって、この条約により金角湾北岸のガラタを押さえておくことは、近東の商業圏を維持するために欠かせなかった。ただ同時にこの条約は、近東におけるヴェネツィアとの激しい抗争を継続させ、商業圏を脅かされるリスクもはらむものであった。
ミカエル8世の死後、ビザンツ帝国はジェノヴァとヴェネツィアに商業と軍事を握られ、両者の闘争に翻弄され続けることになる。